# Anthophora plumipes
Anthophora plumipes es una especie de abeja del género Anthophora, familia Apidae. Fue descrita científicamente por Pallas en 1772.

## Distribución geográfica
Esta especie ha sido introducida en los Estados Unidos, habita en América del Norte, en los continentes de África y Europa, también en el norte de Asia (excepto China) y Asia meridional.